# Ponte Höga Kusten
A Ponte da Höga Kusten (em sueco: Högakustenbron) é uma ponte suspensa que atravessa o rio Angerman (Ångermanälven), perto da sua foz no Mar Báltico, ligando a comuna de Härnösand com a a comuna de Kramfors), na província de Ångermanland no norte da Suécia. 

"Höga kusten" significa literalmente "costa alta", pelo que a área também é referida como a Costa Alta. A ponte substitui a Ponte de Sandö, a velha ponte do outro lado do rio, em uma nova extensão do percurso da estrada europeia E4, entre Härnösand e Örnsköldsvik. É a segunda maior ponte pênsil na Escandinávia (após Great Belt Link fixa na Dinamarca), a terceira maior da Europa, bem como a décima primeira maior do mundo.

O comprimento total é de 1867 metros, com um vão principal de 1210 metros, e colunas e pilares com 180 metros de altura. A altura máxima para os navios é de 40 metros. A ponte foi construída entre 1993 e 1997 e foi inaugurado oficialmente em 1 de dezembro de 1997.